# Jilap
Jilap est une localité de la municipalité d’Alou, située dans le département de Lebialem, dans la Région du Sud-Ouest du Cameroun.

## Climat
Selon la classification de Köppen, Jilap possède un climat de savane avec hiver sec (Aw). Les précipitations sont en moyenne de 1 364,4 mm, beaucoup plus importantes en été qu'en hiver. La température moyenne à l'année est de 22,5 °C.